# 不二洋交通
不二洋交通株式会社（ふじようこうつう）は、埼玉県川口市に本社を置くバス事業者である。

## 概要
- 1979年（昭和54年）7月、鳩ヶ谷市（当時）にて設立した。
- 2017年10月31日をもって貸切バス事業を廃業した。

## 営業所
- 本社営業所
埼玉県川口市南鳩ヶ谷4-16-1
- 足立営業所
東京都足立区入谷9丁目のマンション3F

## 車両
以下の中小型車両を保有していた。
- 日野・セレガの27人乗り中型バスを1台
- 日野・リエッセや三菱ふそう・ローザなど、27人乗りのマイクロバスを9台
- ミニバスとしてトヨタ・ハイエース13人乗りを1台